# Mariano Plasencia Valls
Mariano Plasencia Valls (Benaguacil, c. 1809 - Valencia, 7 de abril de 1894) fue un compositor y maestro de capilla español.

## Vida
Mariano Plasencia Valls nació en Benaguacil, en la provincia de Valencia, hacia 1809. Se formó musicalmente en el Real Colegio del Corpus Christi de Valencia con los maestros Morata y Montesinos, donde ingresó como infantillo de la capilla de música en 1820. Tras la muda de la voz en 1824 fue nombrado monaguillo y en 1831 fue elegido mozo del coro.
Fue nombrado maestro de capilla del Real Colegio del Corpus Christi en 1840, al suceder a su hermano Juan Bautista, cargo que desarrolló hasta su muerte. Entre sus alumnos se cuentan Ricardo Balanzá Galve y Roberto Segura.
Perteneciente a una estirpe de músicos, fue padre del musicólogo y compositor Juan Bautista Plasencia Aznar. Sus hermanos Juan Bautista (1816-1855) y Lamberto (1815-1875) también fueron músicos reconocidos.
Falleció en Valencia el 7 de abril de 1875, aunque el periódico de entretenimiento El Cascabel da como fecha el 7 de marzo.

## Obra
Su técnica musical se caracterizó por el uso del contrapunto y el uso de recursos escolásticos, según Ruiz de Lihory, aunque Climent recalca su influencia italiana.
Gran aficionado a la escuela antigua española, empleó sus facultades al estudiarla a fondo, y arregló, tradujo y coleccionó gran número de obras de atril, actividad novedosa en el siglo XIX. Por su parte, dejó un buen número de composiciones que se conservan en el Archivo del Colegio citado y en poder de particulares, entre las que merecen citarse:
- dos Misas, a 4 voces y orquesta, ya 3 y 7 voces
- tres Misas de Réquiem, a 4 voces y orquesta
- un juego de salmos, de Vísperas, Completas y Nona de la Ascensión
- Miserere (1839);
- Lamentaciones, motetes al Corazón de Jesús a 7 voces;
- motetes en los Dolores de la Virgen (1837);
- motete a Santa Ana y Natividad de la Virgen, a 8 voces;
- varios motetes en el Santísimo, a 3 voces y órgano;
- dos Salve, a 6 voces, ya dúo y orquesta, respectivamente;
- dos Trisagios, a 3 y 4 voces respectivamente;
- Letrilla a la Virgen, a dúo y órgano;
- Gozos en la Purísima, a 3 voces;
- Letrilla para la Comunión, a dúo;
- Dolores de la Virgen, a 4 voces y órgano.